# سدلتس (ناحیه پلزن-شمالی)
سدلتس (به چکی: Sedlec) یک منطقهٔ مسکونی در جمهوری چک است که در ناحیه پلزن-شمالی واقع شده‌است. سدلتس ۵٫۹۶ کیلومتر مربع مساحت و ۹۴ نفر جمعیت دارد و ۵۱۸ متر بالاتر از سطح دریا واقع شده‌است.

## تاریخچه
در سال 1278، هنری، رهبر صومعه سیسترسین در سدلک، توسط شاه اتوکار دوم بوهمیا به سرزمین مقدس فرستاده شد. او با مقدار کمی خاک که از گلگوتا برداشته بود بازگشت و آن را روی قبرستان صومعه پاشید. خبر این عمل خداپسندانه به زودی منتشر شد و گورستان در Sedlec به محل دفن مطلوب در سراسر اروپای مرکزی تبدیل شد.
در اواسط قرن 14، در طول مرگ سیاه و پس از جنگ های هوسی در اوایل قرن 15، هزاران نفر در قبرستان صومعه دفن شدند، بنابراین باید تا حد زیادی بزرگتر می شد.
در حدود سال 1400، یک کلیسای گوتیک در مرکز قبرستان با یک سطح طاقدار و یک کلیسای پایین تر ساخته شد تا به عنوان ذخیره گاه برای گورهای دسته جمعی کشف شده در طول ساخت و ساز استفاده شود، یا به سادگی برای تخریب به منظور ایجاد فضا برای دفن های جدید استفاده شود.
پس از سال 1511، طبق افسانه، وظیفه نبش قبر اسکلت ها و چیدن استخوان های آنها در کلیسای کوچک به یک راهب نیمه کور از این راسته سپرده شد.
بین سال‌های 1703 و 1710، ورودی جدیدی برای حمایت از دیوار جلویی که به بیرون متمایل بود ساخته شد و کلیسای فوقانی بازسازی شد. این اثر به سبک باروک چک توسط Jan Santini Aichel طراحی شده است.
در سال 1870، فرانتیشک رینت، یک چوب‌تراش، توسط خانواده شوارتزنبرگ استخدام شد تا انبوه استخوان‌ها را مرتب کند و نتیجه‌ای وحشتناک به دست آورد. امضای رنت، که در استخوان نیز اجرا شده است، بر روی دیوار نزدیک در ورودی نمازخانه ظاهر می شود.